# Józefów (gmina Ożarów Mazowiecki)
Józefów – osada w Polsce, położona w województwie mazowieckim, w powiecie warszawskim zachodnim, w gminie Ożarów Mazowiecki.
W latach 1975–1998 miejscowość należała administracyjnie do województwa warszawskiego.
Według stanu na dzień 19 czerwca 2009 roku Józefów liczy 1766 mieszkańców.

## Położenie
Józefów położony jest w gminie Ożarów Mazowiecki przy drodze wojewódzkiej nr 701 z Błonia do Pruszkowa, na południe od linii kolejowej Warszawa-Poznań.

## Historia
W 1865 powstała na terenie dóbr Płochocin, zbudowana przez braci Przeworskich, pierwsza w Królestwie Kongresowym Cukrownia „Józefów” wraz z fabryką drożdży a także wytwórnią spirytusu. Z czasem nazwa Józefów objęła całą osadę przyfabryczną. W 1875 cukrownia stała się własnością Towarzystwa Akcyjnego Fabryki Cukru i Rafinerii i kilka lat później był to jeden z pierwszych w Europie zakładów posiadających kompletne oświetlenie elektryczne. Pod koniec XIX wieku była to największa i najnowocześniejsza cukrownia w Królestwie Kongresowym.
Przed II wojną światową cukrownia posiadała własną bocznicę kolejową, budynki mieszkalne dla pracowników, przedszkole i rozpoczętą budowę szkoły.
W czasie II wojny światowej cukrownia pracowała nadal na potrzeby okupanta, po zakończeniu wojny w 1945 rozpoczął się remont urządzeń, jednak po pożarze w 1947 cukrownia zaprzestała produkcji. Już w tym samym roku rozpoczęła się tu produkcja gliceryny, od 1949 pod nazwą Mazowieckie Zakłady Przemysłu Drożdżowego. W 1951 uruchomiono tu drożdżownię, powoli wycofując się z produkcji gliceryny. W latach 50. XX wieku powstało tu nowe pracownicze osiedle mieszkaniowe, poczta, sklepy, ośrodek zdrowia, kino i klub sportowy.
W latach 1964–1965 powstała tu leżakownia wódek gatunkowych – tu powstał słynny Jarzębiak. Od 1969 działa dział rektyfikacji i zaczyna się produkcja własnego spirytusu, a od 1972 działa własna rozlewnia. W 1990 wyodrębnia się Mazowiecka Wytwórnia Wódek i Drożdży Polmos w Józefowie koło Błonia, od 1 lipca 1991 samodzielne przedsiębiorstwo. Od 1994 jako jeden z 4 producentów w Europie produkuje dla The Pierre Smirnoff Company wódkę Smirnoff.
Urodził się tu Józef Szostak ps. „Filip” (ur. 25 lutego 1897, zm. 11 lutego 1984 w Łodzi) – pułkownik dyplomowany kawalerii Wojska Polskiego.

## Warto zobaczyć
Na ulicy Fabrycznej, stanowiącej oś wsi, znajduje się też relikt z czasów Królestwa Kongresowego - tzw. słup wiorstowy.